# Secret (Madonna)
Secret è una canzone della cantautrice statunitense Madonna del 1994. È il singolo che anticipa nel 1994 l'album Bedtime Stories. Secret è incluso anche nelle raccolte di successi di Madonna GHV2 e Celebration.

## Descrizione
Secret è un intenso pezzo pop che parla di un segreto celato dall'amante alla protagonista della canzone, sua innamorata. Il significato del segreto in questione non è facilmente interpretabile né riconoscibile: si possono trovare varie chiavi interpretative a seconda dell'analisi del testo.
Si può generalmente constatare che Secret parla anche degli sconvolgimenti che l'amore porta nella vita delle persone.
Il brano ebbe un ottimo successo sia di critica sia di pubblico, riportando Madonna ai vertici della classifica statunitense dopo le basse prestazioni dei singoli dell'album precedente Erotica.
Secret fu il primo CD di Madonna ad essere messo in vendita su internet, molto raro ed insolito a quei tempi.
Negli States il singolo è arrivato 3º in classifica, restando 11 settimane consecutive in top 10 e ben 24 settimane nella classifica dei singoli più venduti. Anche nel resto del mondo Secret, uscito l'8 ottobre 1994 è diventato una hit da top 5, quasi ovunque.
Si calcola che Secret abbia venduto 1 800 000 copie circa diventando uno dei singoli più venduti dalla pop star.
Il cd singolo europeo di Secret contiene anche un remix del brano inedito Let Down Your Guard.

## Il video
Il video di Secret è stato diretto da Melodie McDaniel. È stato girato in bianco e nero ad Harlem ed è un omaggio alla cultura musicale e religiosa delle comunità di colore statunitense.
Nel video Madonna appare come una cantante in un locale di un quartiere di Harlem, e dopo aver assistito ad alcuni riti sociali, culturali e religiosi dei neri indaga sul "segreto" che sente il suo amante le nasconde: scoprirà infine che l'uomo era padre di un bambino avuto evidentemente da una precedente relazione. In un improvviso happy end Madonna si riconcilia con l'uomo e accetta di buon gusto il piccolo. Il video di Secret è incluso nella seconda raccolta video di Madonna: The Video Collection 93:99.

## Esecuzioni dal vivo
Madonna ha presentato il brano dal vivo all'interno del suo Drowned World Tour del 2001. La cantante rimaneva sola sul palco e, dopo aver intonato un allegro pezzo country creato apposta per il tour, The funny song, imbracciava la chitarra e incominciava a cantare Secret mentre alle sue spalle apparivano immagini concernenti varie religioni del mondo: in quell'occasione Madonna decise di dare una chiara sfumatura religiosa al testo, sottolineando come il segreto del titolo possa anche essere una parte profonda, intima e sacra di noi stessi come la fede in una religione. La canzone è stata eseguita durante alcune tappe del Rebel Heart Tour.

## Tracce
CD singolo - edizione standard
1. Secret (Album Version) – 5:05
2. Secret (Instrumental) – 5:05

Maxisingolo - Stati Uniti
1. Secret (Radio Edit) – 4:28
2. Secret (Junior's Luscious Single Mix) – 4:16
3. Secret (Junior's Luscious Club Mix) – 6:17
4. Secret (Junior's Luscious Factory Mix) – 10:17
5. Secret (Some Bizarre Mix) – 9:48
6. Secret (Allstar Mix) – 5:10

Maxisingolo - Europa e Australia
1. Secret (Radio Edit) – 4:30
2. Let Down Your Guard (Rough Mix Edit) – 4:33
3. Secret (Instrumental) – 5:03
4. Secret (LP Version) – 5:04

Maxisingolo - Giappone
1. Secret (Junior's Luscious Single Mix) – 4:16
2. Secret (Junior's Extended Luscious Club Mix) – 7:57
3. Secret (Junior's Luscious Dub) – 6:21
4. Secret (Junior's Sound Factory Mix) – 10:18
5. Secret (Junior's Sound Factory Dub) – 7:58
6. Secret (Some Bizarre Mix) – 9:48
7. Secret (Allstar Mix) – 5:10
8. Secret (Radio Edit) – 4:30

Maxisingolo remix Europa
1. Secret (Junior's Luscious Single Mix) – 4:16
2. Secret (Junior's Extended Luscious Club Mix) – 7:57
3. Secret (Junior's Luscious Dub) – 6:21
4. Secret (Junior's Sound Factory Mix) – 10:18
5. Secret (Junior's Sound Factory Dub) – 7:58

## Classifiche
| Classifica (1994) | Posizione massima |
| ----------------- | ----------------- |
| Australia         | 5                 |
| Belgio            | 15                |
| Canada            | 1                 |
| Austria           | 11                |
| Danimarca         | 8                 |
| Paesi Bassi       | 20                |
| Francia           | 2                 |
| Germania          | 29                |
| Irlanda           | 16                |
| Italia            | 3                 |
| Nuova Zelanda     | 5                 |
| Polonia           | 2                 |
| Spagna            | 4                 |
| Svezia            | 12                |
| Svizzera          | 1                 |
| Regno Unito       | 5                 |
| Stati Uniti       | 3                 |

### Classifiche di fine anno
| Classifica (1994) | Posizione |
| ----------------- | --------- |
| Australia         | 46        |
| Francia           | 26        |
| Italia            | 38        |
| Stati Uniti       | 84        |